# Артур, Честер Алан
Че́стер А́лан А́ртур (англ. Chester Alan Arthur; 5 октября 1829, Фэрфилд, штат Вермонт — 18 ноября 1886, Нью-Йорк) — американский политический и государственный деятель; 21-й президент Соединённых Штатов Америки с 1881 по 1885 год и 20-й вице-президент Соединённых Штатов Америки с 4 марта по 19 сентября 1881 года (республиканец). Сменил на посту Джеймса Гарфилда после убийства последнего.

## Биография

### Происхождение и ранние годы жизни

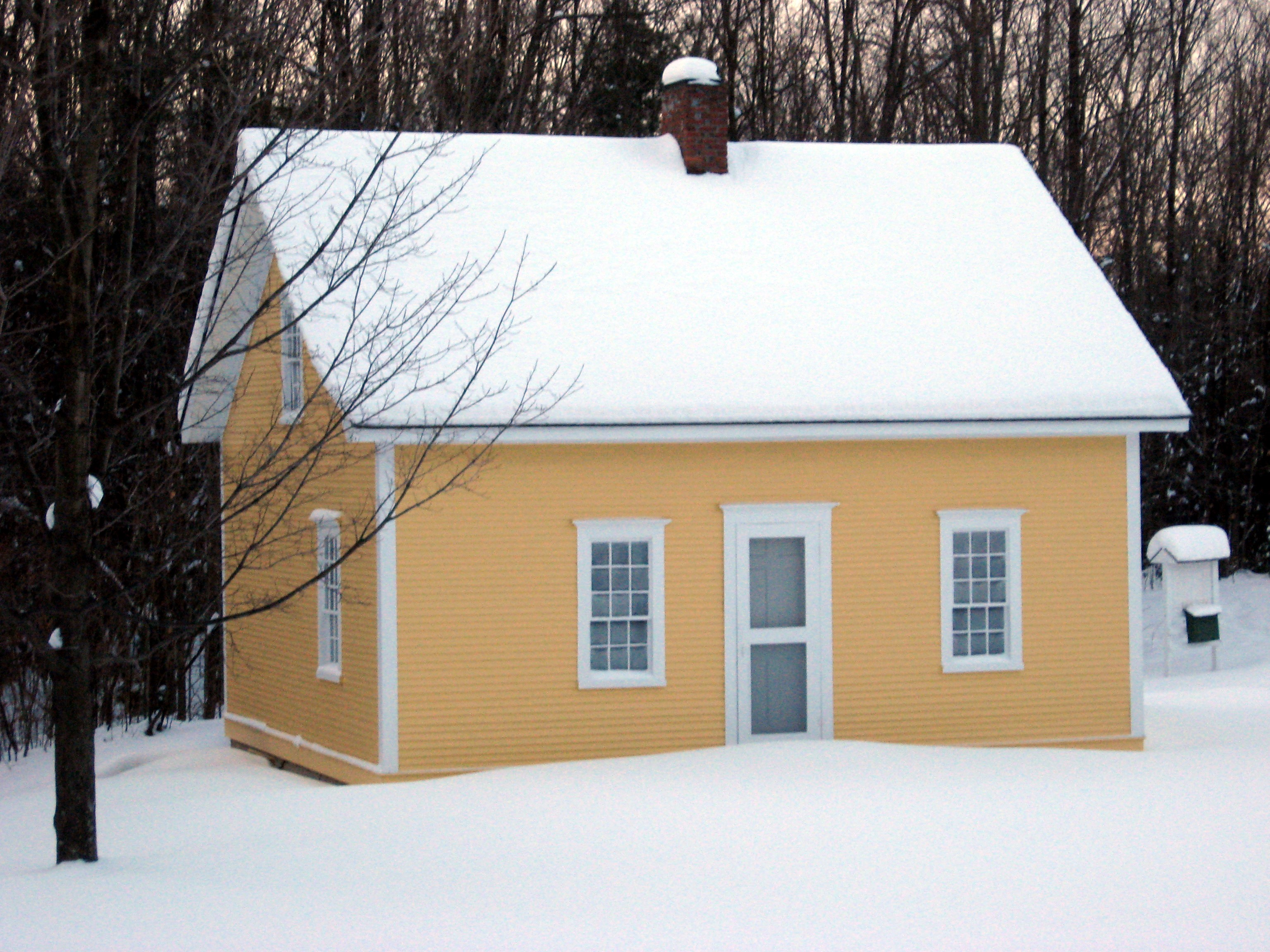
Дом рождения Честера Артура в Фэрфилде

Честер Алан Артур родился в Фэрфилде, штат Вермонт, 5 октября 1829 года. Отец Честера, Уильям, был баптистским проповедником. Уильям Артур родился в 1796 году, в селе Каллибеки (графство Антрим, Ирландия), окончил колледж в Белфасте и иммигрировал в провинцию Нижняя Канада в 1819—1820 годах. Мать Артура, Мальвина Стоун, родилась в Беркшире, штат Вермонт. Её семья была преимущественно английского и валлийского происхождения, а её дед, Юрайа Стоун, служил в Континентальной армии во время американской революции. Мальвина Стоун познакомилась с Уильямом Артуром, когда тот преподавал в школе в Дюнаме, Квебек, и вышла за него замуж 12 апреля 1821 года.
Артуры переехали в Вермонт после рождения их первого ребёнка, Реджины. Они быстро переехали из Берлингтона в Джерико, а после в Уотервилл, поскольку Уильям получил должность преподавателя в различных школах. Уильям Артур также некоторое время изучал право, но, находясь в Уотервилле он отошёл от изучения права и своего пресвитерианского воспитания и присоединился к баптистам свободной воли. В 1828 году семья снова переехала, в Фэрфилд, где в следующем году у пары родился пятый ребёнок, Честер Алан. Он был назван Честером в честь Честера Абелла, врача и друга семьи, который помог им в родах, а Аланом — в честь деда по отцовской линии. Семья уехала из Фэрфилда в 1832 году, когда Уильям Артур перевёлся в другие церкви нескольких городов Вермонта и на севере штата Нью-Йорк. В конце концов семья поселилась в Скенектади, штат Нью-Йорк.
Артур провёл часть своих детских лет, живя в нью-йоркских городах Скенектади, Йорк, Перри, Гринвич, Лансингбург и Хузик. Один из его первых учителей сказал, что Артур был мальчиком «откровенным и открытым в манерах и с добродушным характером». Во время учёбы в школе он приобрёл первые политические наклонности и поддерживал партию Вигов. Он присоединился к другим молодым вигам в поддержку Генри Клея, даже участвуя в драке против учеников, которые поддержали Джеймса Полка во время президентских выборов 1844 года.
Артур поступил учиться в Юнион-колледж в Скенектади, в 1845 году. Во время зимних каникул подрабатывал учителем в школе в Скатикоке. Артур с отличием окончил колледж, после чего вернулся в Скатикок и стал штатным учителем, а потом и директором школы города Кохос. В 1853 году, после обучения в Государственной и Национальной юридической школе в Болстон-Спа, штат Нью-Йорк, накопив достаточно денег для переезда, Артур переехал в Нью-Йорк, где в 1854 году был принят в коллегию адвокатов Нью-Йорка.

### Начало карьеры
Занимаясь адвокатурой в Нью-Йорке, Артур вскоре начал играть политическую роль и в 1856 году содействовал образованию республиканской партии. Во время Гражданской войны в США 1861—1865 он в качестве первого генерал-инспектора, а позднее генерал-квартирмейстера Нью-Йорка трудился над вооружением войск штата и доставлением их на театр военных действий. Назначенный в 1872 году президентом Грантом в награду за оказанные им услуги главным таможенным директором (Collector of Customs) нью-йоркской гавани, он занимал этот важный и выгодный пост до 20 июля 1878 года, когда президент Ратерфорд Хейс сместил его за оппозицию реформе гражданской службы, под предлогом обвинения во взяточничестве. Эта сильная мера произвела глубокий раскол в республиканской партии и заставила Артура стать на сторону тех, которые под предводительством сенатора Конклинга оказывали упорное сопротивление реформам Хейса.

### Вице-президентство и президентство
На съезде Республиканской партии, выставившей в июне 1880 года в Чикаго кандидатом в президенты Джеймса Гарфилда, Артур был выбран кандидатом в вице-президенты, чтобы задобрить сторонников влиятельного сенатора от штата Нью-Йорк Роскоу Конклинга (так называемые «стойкие») и сплотить партийные ряды. Гарфилд и Артур победили на выборах 2 ноября 1880 года. 2 июля 1881 года Гарфилд был смертельно ранен Шарлем Гито, но прожил в тяжёлом состоянии ещё два с половиной месяца. Фигура Артура (над которым тяготело обвинение во взяточничестве) была крайне непопулярной (кроме того, психически ненормальный Гито, стреляя в президента, воскликнул, что делает Артура президентом), и он воздерживался от того, чтобы при жизни Гарфилда в полном объёме перенимать его обязанности. Смерть Гарфилда глубоко потрясла Честера.

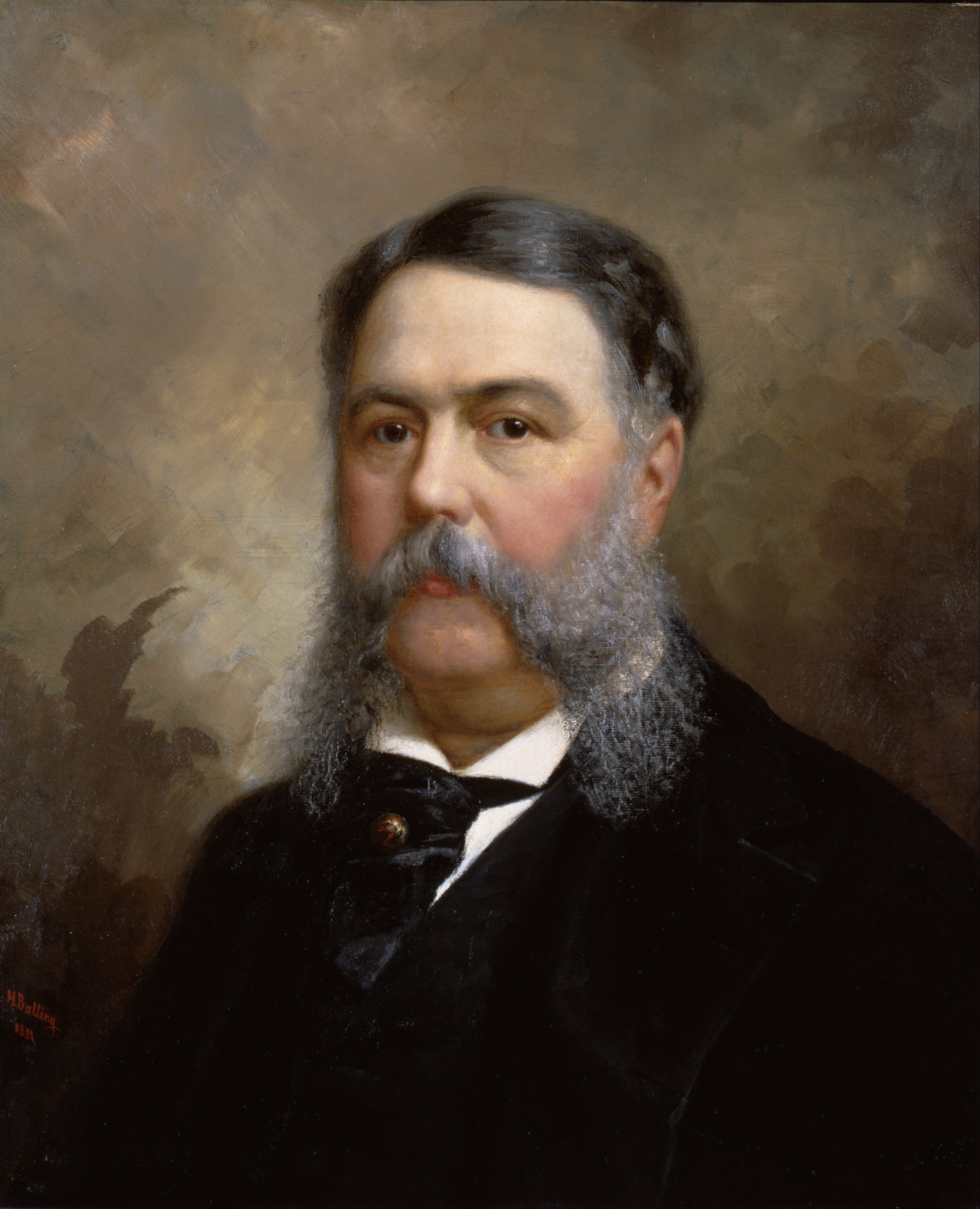
Портрет Честера Алана Артура, Оле Петер Хансен Баллинг, 1881

19 сентября 1881 года Гарфилд скончался, Артур принял президентство и 22 сентября 1881 года присягнул конституции. До конца 1881 года Артур переменил главный состав прежнего кабинета. Новые министры принадлежали правой, так называемой конклинговской, стороне республиканской партии. При назначении на должности в новом кабинете он больше уделял внимания личным способностям, а не партийному влиянию. После того как были разоблачены случаи коррупции в федеральной администрации, он в 1883 году поддержал образование комиссии государственной гражданской службы, которой было поручено обновление госслужбы. Должности должны были не продаваться или раздаваться верным членам партии, а предоставляться наиболее подходящим кандидатам. Госслужащие освобождались от обязанности вносить пожертвования в пользу партии. Несмотря на сопротивление партийных боссов, эти меры позволили изъять из системы покровительства и семейственности большую часть государственных должностей. Федеральные органы постепенно стали работать более компетентно и эффективно.
На посту президента Артур провёл новую реформу гражданской службы, результаты которой сохранялись довольно долго; его называют «отцом гражданской службы США». Несмотря на изначальную непопулярность, Артур справился с президентскими полномочиями более чем успешно, и к концу срока он завоевал всеобщую признательность, даже со стороны такого скептика, как Марк Твен, всегда смеявшегося над политиками.

### После президентства
После истечения полномочий в 1885 году Артур вернулся в Нью-Йорк. За два месяца до окончания срока несколько нью-йоркских республиканцев обратились к нему с предложением баллотироваться в Сенат, но он отказался, предпочтя вернуться к своей старой адвокатской практике. Его здоровье ограничило его деятельность в фирме, из-за чего Артур брал мало поручений и был слишком болен, чтобы выходить из дома. До конца 1885 года он успел несколько раз появиться на публике.

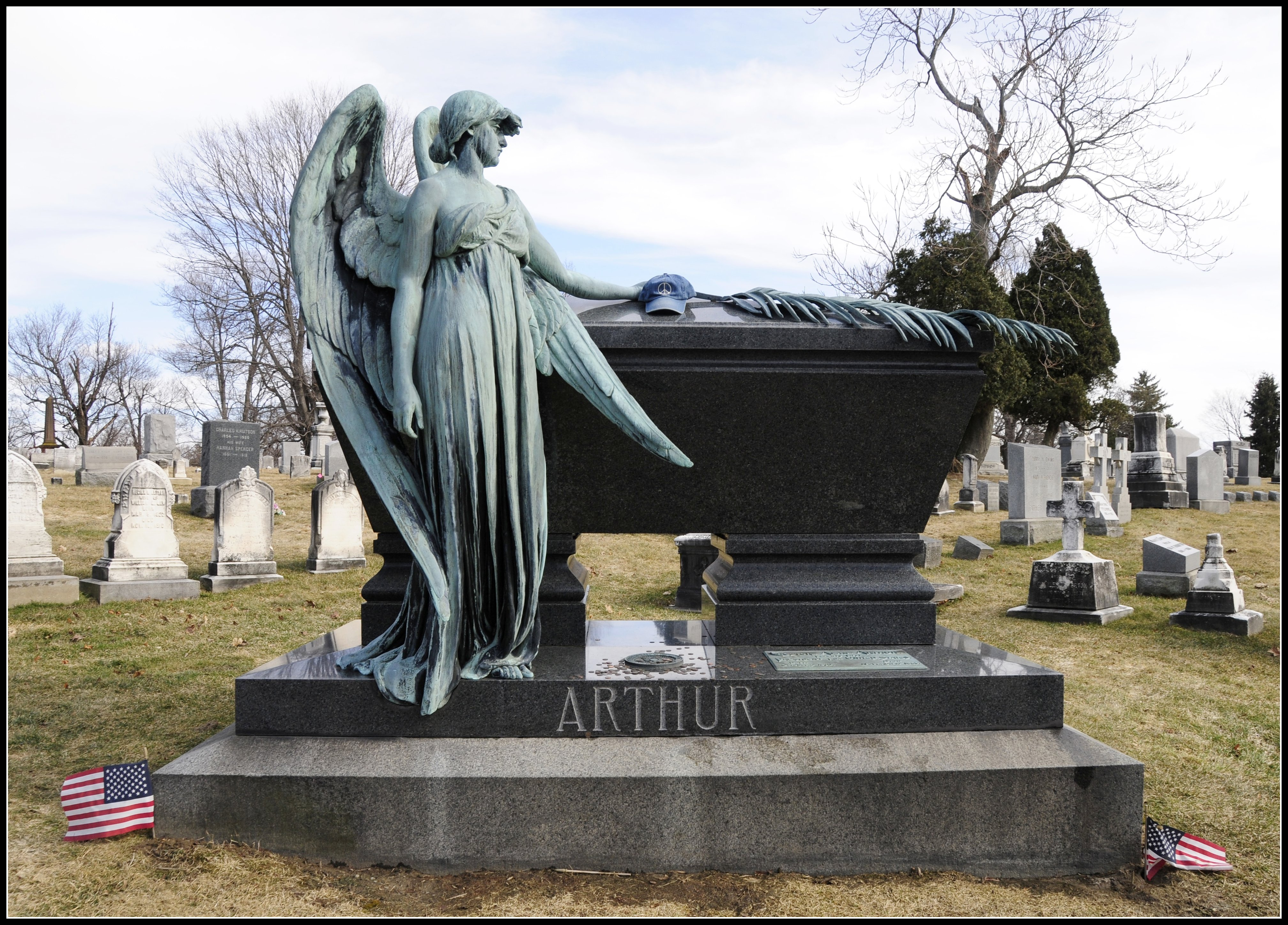
Могила Артура на кладбище Олбани-Рурал в Менандсе

Проведя лето 1886 года в Нью-Лондоне, штат Коннектикут, он вернулся домой, после чего тяжело заболел и 16 ноября приказал сжечь почти все свои бумаги, как личные, так и официальные. На следующее утро у Артура произошло кровоизлияние в мозг, и он так и не пришёл в сознание. Он умер на следующий день, 18 ноября, в возрасте 57 лет. 22 ноября в церкви Небесного покоя в Нью-Йорке состоялись частные похороны, на которых присутствовали президент Кливленд и экс-президент Хейс, а также другие известные люди. Артур был похоронен вместе с членами своей семьи и предками на кладбище Олбани-Рурал в Менандсе, штат Нью-Йорк. В 1889 году на месте захоронения Артура скульптором Эфраимом Кейзером был установлен памятник, состоящий из гигантской бронзовой фигуры женщины-ангела, возлагающей бронзовый пальмовый лист на гранитный саркофаг. Меньше, чем Артур, экс-президентом США был только Джеймс Полк.

## Наследие
- Образованный в 1913 году округ Артур был назван в честь Честера Алана Артура[9].